# Заколот на «Сторожовому»
Заколот на «Сторожовому» — збройне повстання групи радянських військових моряків на сторожовому кораблі проєкту 1135 ВМФ СРСР «Сторожовий» у 1975 році. Ватажком повстання став замполіт корабля, капітан 3-го рангу Валерій Саблін.

## Обставини
Увечері 8 листопада 1975 року капітан 3-го рангу Саблін замкнув в акустичному відсіку командира корабля капітана 2-го рангу Анатолія Потульного і захопив командування «Сторожовим». Отримавши підтримку частини офіцерів і мічманів, після перегляду кінофільму «Броненосець Потьомкін», Саблін проголосив про свої наміри: на знак протесту проти «відходу партії й Уряду від Ленінських положень у будівництві соціалізму», доставити корабель з бази у Ризі до Ленінграда, де мав намір пришвартувати його поруч з символом жовтневого перевороту крейсером «Аврора» і виступити по Центральному телебаченню з викладом своїх поглядів. Членам команди, які не бажали брати участі у заколоті, було запропоновано зачинитися в каютах. Однак один з мічманів зумів по канату втекти на розташований поруч підводний човен і повідомити про бунт. На самому кораблі один з молодших офіцерів також передав по радіо сигнал тривоги.
«Сторожовий» узяв курс на вихід з Ризької затоки. Саблін повідомив військовому і партійному керівництву країни: «Наші дії носять виключно політичний характер і не є зрадою Батьківщини. Батьківщину зрадили всі ті, хто протистоять нам!» Однак флотське командування побоювалося, що насправді корабель піде до Швеції і почало масштабну операцію з його перехоплення. Оскільки низка морських екіпажів кораблів перехвату відмовилися відкривати вогонь по співвітчизниках, вночі по бойовій тривозі був піднятий 668-й бомбардувальний авіаційний полк, який дислокувався на аэродромі Тукумс, за двадцять кілометрів від Юрмали. Після декількох бомбових ударів поруч зі «Сторожовим», одна з яких поцілила прямо в середину палуби на юті корабля та зруйнувала під час вибуху палубне покриття і заклинила кермо, внаслідок чого корабель почав описувати широку циркуляцію і зупинив хід, члени екіпажу, втративши надію на успіх повстання, звільнили командира. Командир корабля капітан 2-го рангу Анатолій Потульний прострелив Сабліну коліно і знову взяв командування кораблем на себе.

## Наслідки
За рішенням військового трибуналу Саблін був звинувачений у зраді Батьківщини і 3 серпня 1976 року — розстріляний. Інший активний учасник заколоту, 23-річний старший матрос Олександр Шєїн був засуджений до 8 років позбавлення волі. У відношенні ще 6 офіцерів і 11 мічманів були порушені кримінальні справи, проте вони були виправдані, хоча багато хто з них отримав догани та пониження по службовій та партійній лініях. Екіпаж корабля «Сторожового» був розформований. Багатьох офіцерів корабля було звільнено з військової служби.
У 1994 році військова колегія Верховного суду РФ переглянула справу Сабліна «з урахуванням нових обставин» і перекваліфікувала його зі «зради Батьківщини» на статті про військові злочини (перевищення влади, непокора та опір начальству), за сукупністю яких змінила вирок на 10 років позбавлення волі. При цьому було зазначено, що повної реабілітації Саблін та його соратник старший матрос Олександр Шеїн не підлягають.